# وادي الذهب (ولاية سطيف)
واد الذهب، هي منطقة تابعة إلى بلدية بني فودة، الكائنة بـ دائرة جميلة، الموجودة في ولاية سطيف ، الجزائرية.